# Лаптовицы
Лаптовицы — деревня в Гдовском районе Псковской области России. Входит в состав городского поселения «Гдов» Гдовского района.

## География
Расположена на берегу Чудского озера, в 12 км к северу от Гдова.

## Население
Численность населения деревни по оценке на 2000 год составляет 22 жителя, по переписи 2002 года — 33 жителя.

## История
До 2005 года деревня входила в состав ныне упразднённой Гдовской волости.

## Достопримечательности
В деревне расположен православный храм Петра и Павла. 